# West Puente Valley
West Puente Valley és una concentració de població designada pel cens dels Estats Units a l'estat de Califòrnia. Segons el cens del 2000 tenia 22.589 habitants.

## Demografia
Segons el cens del 2000, West Puente Valley tenia 22.589 habitants, 4.834 habitatges, i 4.345 famílies. La densitat de població era de 4.983,8 habitants/km².
Dels 4.834 habitatges en un 46,2% hi vivien nens de menys de 18 anys, en un 67,2% hi vivien parelles casades, en un 15,6% dones solteres, i en un 10,1% no eren unitats familiars. En el 8% dels habitatges hi vivien persones soles el 5% de les quals corresponia a persones de 65 anys o més que vivien soles. El nombre mitjà de persones vivint en cada habitatge era de 4,67 i el nombre mitjà de persones que vivien en cada família era de 4,75.
Per edats la població es repartia de la següent manera: un 31,9% tenia menys de 18 anys, un 11,6% entre 18 i 24, un 29,2% entre 25 i 44, un 18% de 45 a 60 i un 9,2% 65 anys o més.
L'edat mediana era de 29 anys. Per cada 100 dones de 18 o més anys hi havia 96,7 homes.
La renda mediana per habitatge era de 49.923 $ i la renda mediana per família de 50.378 $. Els homes tenien una renda mediana de 30.375 $ mentre que les dones 21.601 $. La renda per capita de la població era de 12.806 $. Entorn del 9,8% de les famílies i l'11,5% de la població estaven per davall del llindar de pobresa.

## Poblacions més properes
El següent diagrama mostra les poblacions més properes.